# Bab Truyol Clar
Bab Truyol Clar (Ciutat de Mallorca, c. segle XX - c. segle XX) fou una fotògrafa i empresària mallorquina.
Era filla del fotògraf, empresari i realitzador de cinema pels anys 1900 Josep Truyol i Otero i de Catalina Clar. Des de ben petita va viure molt de prop el món de les càmeres de fotografia del seu pare i ella tota sola o amb els seus germans posaven per al seu pare en estampes familiars. Bab Truyol va estar molt interessada per la imatge i també ella desenvolupà una tasca amb càmeres fotogràfiques. Li agradava sortir d'excursió i plasmar en imatges allò que veia i així anava escrivint la seva pròpia historia i la del seu entorn. Del seu pare va heretar a part de la passió per la fotografia, la tasca comercial, ja que amb el seu germà continuaren amb el negoci del seu pare a la seva mort el 1949, regentat al local del carrer de la Marina situat a l'Hort del Rei i després traslladat al carrer Peraires de Palma. La seva labor va ser molt valenta en determinats moments perquè quan va acabarla Guerra Civil, ella agafava la informació que arribava d'Europa i sobretot del que succeïa als camps de concentració i l'escampava per tal que tothom sapiguès el que estava passant en el panorama internacional.